# Mikroelektronika

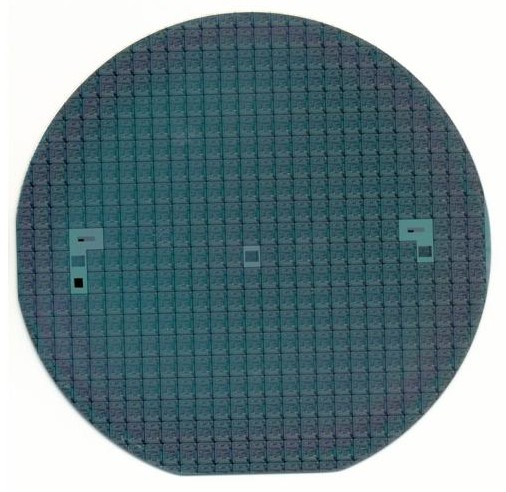
Płytka krzemowa z układami scalonymi MOS

Mikroelektronika – dziedzina elektroniki, która zajmuje się procesami produkcji układów scalonych oraz komponentów elektronicznych o bardzo małych rozmiarach. Urządzenia te są produkowane głównie z półprzewodników w technologii krzemowej.

## Cechy mikroelektroniki
- małe rozmiary oraz mały pobór mocy
- duża szybkość działania
- niska cena (uzysk musi być bliski 100%)
- drogi prototyp
- problemy z projektowaniem

## Cele mikroelektroniki
- poprawa niezawodności i jakości
- integracja funkcji
- obniżenie kosztów produkcji
- zmniejszenie ciężaru i wymiarów
- miniaturyzacja (rozumiana jako stopień scalenia)

## Podzespoły mikroelektroniczne
Większość zwykłych podzespołów elektronicznych ma swoje odpowiedniki mikroelektroniczne: tranzystory, kondensatory, induktory (solenoidy), rezystory, diody oraz oczywiście izolatory i przewodniki – wszystkie występują także w urządzeniach mikroelektronicznych.

## Układy scalone
Cyfrowe układy scalone składają się głównie z tranzystorów.
Układy analogowe lub mieszane zazwyczaj zawierają także rezystory i kondensatory. Induktory są używane w analogowych obwodach wysokich częstotliwości, gdyż w przypadku niskich częstotliwości zajmują zbyt dużo miejsca na chipach.
W miarę postępu techniki, rozmiary komponentów mikroelektronicznych ciągle maleją, zaś liczba tranzystorów podwaja się co około 18 miesięcy (prawo Moore’a). W tak małej skali znaczne rozmiary przybierają zjawiska pasożytnicze, zaniedbywalne dla większych wymiarów urządzeń. Celem inżynierów mikroelektroników jest znaleźć sposoby na minimalizację lub zniesienie tych negatywnych efektów, przy ciągłej miniaturyzacji i zwiększaniu wydajności układów elektronicznych.

## Kolejne fazy produkcji elementów mikroelektronicznych
- fotolitografia
- epitaksja
- domieszkowanie
- wytrawianie